# 有你真好 (電影)
《有你真好》（韓語：집으로...），是一部於2002年4月上映的韓國親情電影，由李廷香執導及執筆，俞承豪與金乙粉主演。

## 劇情介紹
坐完火車，又坐巴士，再走彎彎的山路，媽媽領著7歲的相宇去外婆家。作為單親母親的她為了方便找工作暫時把相宇留在那里。
相宇的外婆不能說話，也不識字，而一直生活在可樂、電子遊戲機和溜冰鞋世界裡的相宇，剛開始無法適應連遊戲機、電池都沒有得買的農村生活，他開始表現自己的不滿，為了買電池，相宇偷走外婆的銀頭簪拿去賣；相宇還不顧在一旁縫襪子的外婆，在榻榻米上玩起了溜冰。
有一天，想吃炸雞的相宇通過各種手勢，終於成功向外婆表達了自己的意願，而外婆只理解到雞肉，做出來的是「泡在水里的雞」-燉雞，相宇很生氣，推翻了飯碗。面對這一切外婆唯一的表示就是不停用手勢表示對不起，因為連買電子遊戲機電池的錢都給不起，因為不能滿足相宇想吃炸雞的要求而對不起。

## 演員陣容

### 主要角色
- 俞承豪 飾 相宇
- 金乙粉 飾 外婆

### 其餘角色
- 童孝熙 飾 媽媽

相宇的媽媽。
- 閔慶勳 飾 哲義

村落的男孩。
- 林恩慶 飾 慧妍

村落的女孩。
- 李春熙 飾 自行車爺爺
- 李童智月 飾 集市商店的奶奶
- 劉成基 飾 集市巴士叔叔
- 尹在根 飾 集市鞋店老闆
- 高白煥 飾 指路老人
- 申英子 飾 小店1女老闆
- 趙圭浩 飾 小店2男老闆
- 朴慶吾 飾 五金店老闆
- 安炳茂 飾 巴士司機
- 韓石宇 飾 巧克力派小朋友
- 金正愛 飾 中餐館女老闆
- 尹華尚 飾 牽牛老人
- 南基俊 飾 手推車老人

## 迴響
電影在韓國觀影人數超過400萬，並獲得韓國電影大鐘獎最佳電影獎，以及百想藝術大賞最佳電影獎。

## 外部連結
- NAVER電影 （页面存档备份，存于）